# Kリーグ八百長事件
Kリーグ八百長事件とは、2011年に発覚した韓国のプロサッカーリーグである「Kリーグ」選手が関わった八百長事件のことである。韓国のプロスポーツ界にも八百長が広まっている事が明らかになり、Vリーグ八百長事件や韓国プロ野球八百長事件、韓国プロバスケットボール八百長事件も発覚した。

## 概要
2010年から2011年にかけて、韓国国内で発売されているスポーツくじ「スポーツTOTO」で利益を得たい暴力団関係者が、ブローカー役（この中には引退したKリーグ選手もいる）を通じてKリーグ選手に接触して試合結果の操作（わざと負ける）を依頼、ブローカーはスポーツTOTOで当選すると得た利益の中から成功報酬として依頼選手に多額の謝礼を渡し、さらに依頼された選手が学校の後輩などに紹介することでリーグ内に広がっていった。また、依頼された選手は暴力団関係者から「八百長に関与したことを暴露する」と脅され、犯行を重ねたと見られる。八百長とされる試合はリーグ公式戦の他、Kリーグカップでも行なわれていたとされる。
ブローカーは、スポーツTOTOの購入額限度（1回につき最大10万ウォン）を超える購入の為にくじ販売店をも抱きこみ、小口でくじを大量購入したという。
八百長に関与した選手たちは、スポーツTOTOに関する法律である「国民体育振興法」違反および詐欺罪で起訴され、Kリーグからは永久追放も含めた厳しい処分が取られている。摘発された選手が属したチームには、スポーツTOTO支援金が減らされて支給される。
この八百長に関与した41名については、Kリーグの処分を追認する形で国際サッカー連盟（FIFA）からも全世界で永久追放処分が下されている。

## 影響を受けた試合
2011年7月7日、昌原地検は八百長で操作された15試合を発表した。
太字のチームが八百長を主導した。
| 大会          | 日付           | ホーム               | 結果 | アウェー                 | 成否 |
| ------------- | -------------- | -------------------- | ---- | ------------------------ | ---- |
| Kリーグカップ | 2010年6月2日   | 光州尚武フェニックス | 1–1  | 城南一和天馬             | 失敗 |
| Kリーグカップ | 2010年6月6日   | 蔚山現代             | 2–0  | 尚州尚武フェニックス     | 成功 |
| Kリーグ       | 2010年7月17日  | 大田シチズン         | 0–4  | 全北現代モータース       | 成功 |
| Kリーグ       | 2010年7月18日  | 大邱                 | 1–3  | 水原三星ブルーウィングス | 成功 |
| Kリーグ       | 2010年7月24日  | 仁川ユナイテッド     | 2–3  | 済州ユナイテッドFC       | 成功 |
| Kリーグ       | 2010年7月25日  | 大邱                 | 1–1  | 慶南                     | 失敗 |
| Kリーグ       | 2010年7月31日  | 慶南                 | 3–2  | 仁川ユナイテッド         | 成功 |
| Kリーグ       | 2010年8月7日   | 大邱                 | 1–3  | 大田シチズン             | 成功 |
| Kリーグ       | 2010年8月7日   | 済州ユナイテッドFC   | 4–0  | 光州尚武フェニックス     | 成功 |
| Kリーグ       | 2010年8月28日  | 光州尚武フェニックス | 1–1  | 慶南                     | 成功 |
| Kリーグ       | 2010年8月29日  | 釜山アイパーク       | 5–3  | 全南ドラゴンズ           | 成功 |
| Kリーグ       | 2010年9月4日   | 全南ドラゴンズ       | 3–0  | 大田シチズン             | 成功 |
| Kリーグ       | 2010年9月18日  | 蔚山現代             | 3–0  | 全南ドラゴンズ           | 成功 |
| Kリーグ       | 2010年9月19日  | 大田シチズン         | 3–0  | 光州尚武フェニックス     | 成功 |
| Kリーグ       | 2010年10月27日 | 釜山アイパーク       | 0–1  | 水原三星ブルーウィングス | 成功 |

2011年8月4日、昌原地検はさらに八百長で操作された4試合を発表した。
| 大会          | 日付           | ホーム               | 結果 | アウェー             | 成否 |
| ------------- | -------------- | -------------------- | ---- | -------------------- | ---- |
| Kリーグカップ | 6 June 2010    | ソウル               | 5–1  | 光州尚武フェニックス | 成功 |
| Kリーグ       | 2010年10月9日  | ソウル               | 3–2  | 慶南                 | 成功 |
| Kリーグ       | 2010年10月27日 | 済州ユナイテッドFC   | 1–1  | ソウル               | 失敗 |
| Kリーグ       | 2010年11月3日  | 光州尚武フェニックス | 0–1  | 全南ドラゴンズ       | 成功 |

このほか、2011年シーズンの2試合も八百長とされている。
| 大会          | 日付         | ホーム         | 結果 | アウェー           | 成否 |
| ------------- | ------------ | -------------- | ---- | ------------------ | ---- |
| Kリーグカップ | 2011年4月6日 | 釜山アイパーク | 1–0  | 光州FC             | 成功 |
| Kリーグカップ | 2011年4月6日 | 大田シチズン   | 0–3  | 浦項スティーラース | 成功 |

## 事件の経緯

### 2011年
- 5月6日 仁川ユナイテッドFC所属のGK尹基源が、ソウル市内で自殺しているのが発見された。これについて韓国のマスコミは、「尹が八百長に関係したのではないか」と報道した[6]。
- 5月21日 警察は八百長に関与したとして、Kリーグ現役選手2名とブローカー2名を逮捕した（25日に発表）。後に選手は成京模（光州FC）とパク・サンウク（大田シチズン）であることが判明した。さらに元韓国代表の金東炫（金泉尚武FC）の関与も明らかになった。
- 5月27日 大田の4選手を新たに逮捕した。同日、金秉址（慶南FC）がラジオ番組内で八百長依頼を受けたが、「断った」とこれを告白している[7]。
- 5月30日 鄭鐘寛（元全北現代モータース）が自殺しているのを発見される。八百長に関与したことを悔いる内容の遺書も見つかった。
- 6月2日 金東炫が逮捕される。
- 6月17日 韓国プロサッカー連盟は八百長に関与した10選手に対し、永久追放処分を課すことを決定した[8]。
- 6月24日 廉東均（全北現代）が全南ドラゴンズ所属時の2010年に八百長に関与したと警察に自首した[9]。
- 6月28日 崔成国（水原三星ブルーウィングス）が八百長に関与したとして警察に出頭。ブローカーとの打ち合わせには顔を出したが、金銭授受は否定したとされる[10]。
- 6月30日 韓国政府文化体育観光部（省に相当）高官が「7月以降、新たに八百長が発覚した場合にはKリーグの中断も考えられる」と発言[11]。
- 7月6日、U-22韓国代表の洪正好（済州ユナイテッドFC）に対する捜査の結果、ブローカーから現金を受け取ったものの返しているとして立件対象から外したと報じられた[12]。
- 7月7日 Kリーグ選手46名及びブローカーの合計57名を新たに起訴（在宅含む）したと発表[13]。選手のうち15名が尚州尚武の選手で[14]、そのうち、26名がユースを含む韓国代表の経験者であったとされている[15]。
- 7月11日 尚州尚武のイ・スチョル監督が、金東炫の両親に対して「息子が八百長をしている」と現金を脅し取ったとする恐喝罪の疑いで国防部検察団に逮捕された[16][17]。
- 8月11日 日本のJリーグ・ギラヴァンツ北九州に所属する金水連が、Kリーグ所属時に八百長に関与し韓国の検察当局から起訴されていたことが明らかになり、金は北九州との合意の上で契約を解除された。
- 10月5日 大韓サッカー協会（KFA）は、崔成国を含む八百長二次加担者47名に永久追放処分を課すことを決定した。
- 10月18日 尚州尚武のイ元監督（懲役2年、執行猶予3年で釈放）が京畿道城南市の自宅で死亡してるのを発見された[18]。自殺と見られている[19]。

### 2012年
- 2月 - 3月 事件に関与したブローカーが、違法ブックメーカーのwebサイトを舞台にしてバレーボールVリーグ（Vリーグ八百長事件）、プロ野球（韓国プロ野球八百長事件）など他のプロスポーツでも同様の勝負操作を行っていたことが明らかになり、捜査が行われ31名が起訴された。
- 3月16日 FIFAはすでにKFAから永久追放されている崔成国に対し、全世界のプロリーグでのプレーを禁止する制裁措置を発表した。
- 4月14日 事件に関与し永久追放処分を受けた元選手の李京煥（2011年水原に所属）が仁川広域市の自宅マンションから転落死していたのが発見された。李の場合は、自殺の疑いが強いと言われている。

### 2013年
- 2013年1月9日、国際サッカー連盟は八百長に関与した41人の選手を永久追放とする決定を下した。この41人の選手は、既にKリーグと韓国サッカー協会から追放処分を下された選手である。ただし、自主的に八百長への関与を認めた21人については、復帰の道も残されている[2]。

## 改革
八百長が起こったのは、選手の給料が安いことや引退後の選手が職にありつけず暴力団と繋がってしまう構図があるためとして、Kリーグは選手の最低年俸を2倍に引き上げるとともに、引退後の再就職支援などに乗り出している。また、Kリーグは2部制となり、負け続けると降格となるようになった。しかし、韓国では優秀な選手は幼い時から家族と離れ集団生活に入ることが多く、先輩と後輩の関係が濃密であり、先輩から頼まれると断れないという問題もある。